# 公里点

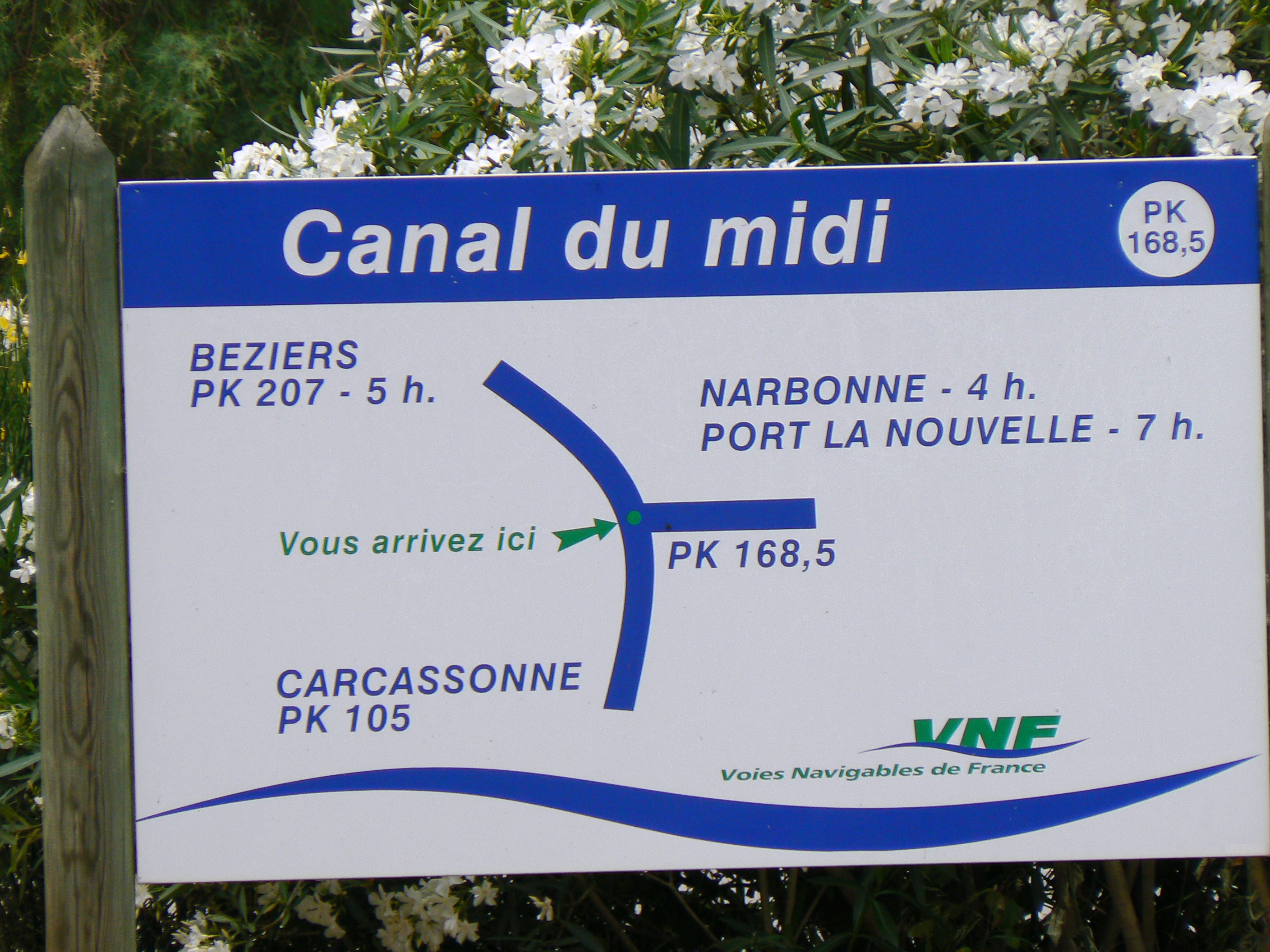
米迪运河转入新支流（La Nouvelle branch）之前的公里点标识，提醒“您到了这里”（Vous arrivez ici）。

公里点（法語：Point kilométrique；简称PK）是一个公制化领域的术语，其主要用于法国和西班牙，在诸如公路、铁路线或运河之类的运输路线旁用作参考点。公里点的计算是根据从固定起始点到所在位置的距离的公里数。在英语世界中，与其对等的是里程碑。